# Le guide musical
«Le guide musical» (с фр. — «Музыкальный путеводитель») — франко-бельгийский еженедельный музыкальный журнал, выходивший в 1855—1917 гг.
Журнал был основан в Брюсселе Петером Шоттом, владельцем бельгийского отделения известного немецкого музыкального издательства Schott. Руководителем издания стал Феликс Деласс. Первоначально журнал был весьма скромным и носил локальный характер, наиболее заметным событием в его истории этого этапа стала публикация серии писем Петера Бенуа о новой фламандской музыке. Положение начало улучшаться с 1873 года, когда Артюр Пужен стал делать для журнала репортажи о событиях парижской музыкальной жизни.
Расцвет журнала связан, прежде всего, с именем Мориса Куфферата, дебютировавшего на страницах издания в 1873 году, а в 1887 году ставшего преемником Деласса. В отличие от большинства сотрудников журнала на первом этапе, Куфферат был поклонником более серьёзной музыки и прежде всего Рихарда Вагнера. В 1889 году сын Петера Шотта перенёс редакцию журнала в Париж, и Куфферат не последовал за ним, продолжая в то же время публиковать свои материалы в каждом номере. Переезд, однако, обернулся для издания финансовой катастрофой, и в 1892 г. Куфферат выкупил «Le guide musical» у новых собственников. Он оставался у руля журнала на всём протяжении его существования, находясь в Брюсселе и подписывая номера как директор, главный редактор или администратор; при этом парижский офис журнала также сохранился, и его возглавлял, также в должности главного редактора, сперва в 1894—1905 гг. Юг Имбер, а после его смерти — Анри де Кюрзон. В 1901—1906 гг. должность директора-распорядителя журнала (в Брюсселе) занимал Нельсон Ле Ким. В августе 1914 года издание журнала было приостановлено в связи с Первой мировой войной; попытка восстановить его в 1916 г. оказалась неудачной, вышло всего несколько номеров.
В разные годы корреспондентами журнала были, в частности, Эдмонд ван дер Стратен, Эдуард Шюре, Ги Ропарц, Жак-Далькроз, Мишель Кальвокоресси, Цезарь Кюи и др.